# Julio Londoño Paredes
Julio Londoño Paredes (Bogotá, 10 de junio de 1938) es un diplomático, militar y académico colombiano, miembro del Partido Liberal Colombiano.
Londoño perteneció al Ejército Nacional de Colombia entre 1954 y 1981, cuando se retiró en el grado de Teniente Coronel. Especialista en negociación de conflictos y en temas de relaciones internacionales, geografía e historia, derecho del mar, fronteras y límites de Colombia.
En 1986 fue nombrado canciller de Colombia por el gobierno de Virgilio Barco.

## Biografía
Inició su carrera militar en 1957 en el arma de artillería. Como oficial del ejército perteneció a diversas unidades militares. Durante muchos años se dedicó al estudio de las fronteras nacionales. Realizó la exploración física de ellas y creó la Oficina de Límites y Fronteras del Comando General de las Fuerzas Militares.
Ingresó al Ministerio de Relaciones Exteriores de Colombia, por designación del presidente Carlos Lleras Restrepo y de su canciller Alfonso López Michelsen para organizar la Oficina de Fronteras de la cancillería, en la que se desempeñó como jefe durante 10 años. Se dedicó igualmente al estudios sobre asuntos relativos al derecho del mar, primero en el ámbito nacional y hemisférico, y luego a nivel mundial.
Miembro de todas las delegaciones de Colombia en las negociaciones sobre la delimitación en el Golfo de Venezuela entre 1969 y 1974. Delegado de Colombia para la conferencia sobre el derecho del mar entre 1974-1982. Posteriormente, fue nombrado primero como secretario general y luego como primer viceministro de esa cartera. Ministro de Relaciones Exteriores 1986-1990. Siendo ministro delegatario se encargó de la Presidencia de la República en septiembre de 1987 durante la ausencia temporal del jefe del estado a raíz de una seria e intempestiva dolencia sufrida durante un viaje al exterior.
Cumplió misión confidencial de buenos oficios entre el gobierno salvadoreño y la guerrilla durante la Guerra civil salvadoreña. Observador de la OEA en los incidentes fronterizos entre Nicaragua y Costa Rica en 1985. Representante de Colombia en el Grupo de Contadora en el proceso de mediación en el conflicto centroamericano.
En 1979 fue designado por el presidente Julio Cesar Turbay y el canciller Diego Uribe Vargas, como Secretario General de la cancillería y luego, por el presidente Betancur y el canciller Lloreda Caicedo, como primer viceministro de Relaciones Exteriores. En 1979 y 1980, como jefe de un comisión negociadora de Colombia, constituida por cuatro juristas de los dos partidos políticos, logra con una comisión venezolana similar, la llamada "Hipótesis de Caraballeda" que dirimía la controversia marítima con ese país. El proyecto puso en vilo al presidente venezolano Luis Herrera Campins.
Embajador en Panamá durante la administración de Belisario Betancur. Cumplió misión de buenos oficios entre el gobierno salvadoreño y la guerrilla de ese país. Representante de Colombia en el Grupo de Contadora en el proceso de mediación en el conflicto centroamericano.
Se desempeñó como embajador ante la OEA. Presidente del Consejo Permanente y de la comisión de asuntos jurídicos y políticos. Presidente de la XV Reunión de Consulta de ministros de Relaciones Exteriores de la OEA a raíz de la invasión de los Estados Unidos a Panamá.
Ha sido el negociador de todos los tratados sobre la delimitación marítima de Colombia y de muchos acuerdos de los que es parte el país.

### Canciller de Colombia (1986-1990)
En 1986 el presidente Virgilio Barco lo designa ministro de Relaciones Exteriores, cargo que ocupó durante todo el cuatrienio. Estableció relaciones con países africanos, asiáticos y de Europa oriental y fortaleció la carrera diplomática y consular. Enfrentó los intentos de algunas naciones de inmiscuirse en los asuntos internos del país.
Fue cofundador del Grupo de Río y del Grupo de los Tres; luego de varios años, Colombia ingresa al Consejo de Seguridad de la ONU; organiza las comisiones de vecindad con estados vecinos y el país asume un papel de liderazgo en el continente. Después de un grave incidente con Venezuela en el Golfo de Venezuela por razón de una controversia marítima, se logra un cambio sin precedentes en las relaciones comunes.
Embajador de Colombia ante las Naciones Unidas en New York entre 1994 y 1998 en donde, fue presidente del Buró de Coordinación del Movimiento de los Países No Alineados, cuando Colombia presidió el Movimiento.
En 1998 designado por el presidente Andrés Pastrana como embajador en Cuba, cargo que desempeñó durante más de once años, habiendo sido ratificado en dos ocasiones por el presidente Álvaro Uribe Vélez. Durante su gestión participó en las negociaciones de paz con la guerrilla del ELN durante las administraciones Pastrana y Uribe.
Por designación del presidente Andrés Pastrana, confirmada posteriormente por los presidentes Álvaro Uribe y Juan Manuel Santos, fue agente de Colombia ante la Corte Internacional de Justicia en el caso de la demanda de Nicaragua contra Colombia entre 2001 y 2012. Los fallos de la Corte en el 2007 y 2012 favorecieron en términos generales a Colombia: se reconoció su soberanía sobre el archipiélago de San Andrés y sobre los siete cayos en disputa y la vigencia y validez del tratado Esguerra-Bárcenas de 1928, que Nicaragua impugnaba. Igualmente la Corte reconoció a las islas y cayos del archipiélago de San Andrés unos 140.000 kilómetros cuadrados de espacios marítimos y, rechazó una solicitud de indemnización que formuló Nicaragua.
Por designación del presidente Uribe, ratificada por el presidente Santos, fue igualmente, a partir de 2008, agente de Colombia ante la Corte Internacional de Justicia, en el caso de la demanda del Ecuador contra Colombia por las aspersiones contra los cultivos ilícitos en la frontera.
En marzo de 2010 fue nominado por Sergio Fajardo, en ese entonces candidato a la presidencia de la república para el período 2010-2014, como su compañero de fórmula como vicepresidente.
Fue Director del Centro de Estudios Internacionales de la Universidad de los Andes y profesor de la Universidad del Rosario y de la Universidad Jorge Tadeo Lozano de Bogotá, así como de diversas academias militares. Conferencista invitado en universidades y centros docentes nacionales y extranjeros. General Horario del Ejército y Doctor "Honoris Causa" en derecho y ciencias políticas de la Universidad Nueva Granada de Bogotá. Miembro de diferentes academias nacionales y extranjeras.
Desde 2'18 hasta 2025 se desempeñó como Decano de la Facultad de Estudios Internacionales, Políticos y Urbanos de la Universidad del Rosario de Bogotá.
Publicaciones: Derecho Territorial de Colombia (Imprenta y Litografía de las Fuerzas Militares, 1973); Cuestiones de Límites de Colombia (Banco de la República, 1975); La frontera terrestre colombo-venezolana: el proceso de la fijación de 1492-1941 (Banco de la República 1990); Colombia en el Laberinto del Caribe (Universidad del Rosario 2015); Episodios sobre la fijación de las fronteras nacionales (Universidad del Rosario 2017)
Columnista de la revista Semana.com. Ha publicado artículos sobre asuntos de relaciones internacionales, límites y asuntos de derecho internacional, en revistas y publicaciones especializadas.

## Cronología de cargos desempeñados
- 1957-1969. Oficial del Ejército del Arma de Artillería en diversas unidades militares.
- 1966-1967. Comando General de las Fuerzas Militares para Organizar la Oficina de Límites y Fronteras.
- 1969 Ingresa al Ministerio de Relaciones Exteriores
- 1969-1979. Jefe de la división de Fronteras del Ministerio de Relaciones Exteriores.
- 1979-1982. Secretario general del Ministerio de Relaciones Exteriores.
- 1982-1983. Viceministro de Relaciones Exteriores.
- 1983-1986. Embajador de Colombia en Panamá
- 1983-1986 Representante de Colombia en el proceso de paz del Grupo de Contadora en Centroamérica
- 1986-1990. Ministro de Relaciones Exteriores
- En septiembre de 1987. En su calidad de Ministro Delegatario, se encargó de la Presidencia de la República, por enfermedad del jefe de Estado durante una vista realizada al lejano oriente.
- 1990. Director del Centro de Estudios Internacionales de la Universidad de los Andes. Bogotá.
- 1990. Comentarista sobre temas internacionales de la Radio Cadena Nacional de Colombia (R.C.N.).
- 1990-1991 Columnista del diario “El Espectador”. Bogotá, “El Mundo”. de Medellín. “El Heraldo” de Barranquilla, “Diario del Caribe” de Cartagena y “Vanguardia Liberal” de Bucaramanga.
- 1990-1994. Embajador de Colombia ante la Organización de Estados Americanos OEA en Washington
- 1990-1991 Presidente de la Comisión de Asuntos Jurídicos y Políticos de la OEA
- 1993 Presidente del Consejo Permanente de la OEA
- 1994-1998 Embajador Representante Permanente de Colombia ante la Organización de las Naciones Unidas en New York
- 1994-1998 Presidente del Buró de Coordinación del Movimiento de los Países No Alineados.
- 1998-2010 Embajador de Colombia en Cuba
- 2000-2010 Negociador del gobierno en el proceso de paz con el ELN
- 2001-2012 Agente de Colombia ante la Corte Internacional de Justicia en el caso Nicaragua v. Colombia
- 2008-2012 Agente de Colombia ante la Corte Internacional de Justicia en el caso de Ecuador v. Colombia
- 2010- Profesor de la Facultad de Relaciones Internacionales de la Universidad del Rosario
- 2014- Miembro de la Comisión de Conciliación Nacional
- 2018-2025 Decano de la Facultad de Estudios Internacionales, Políticos y Urbanos de la Universidad del Rosario